# Ganon

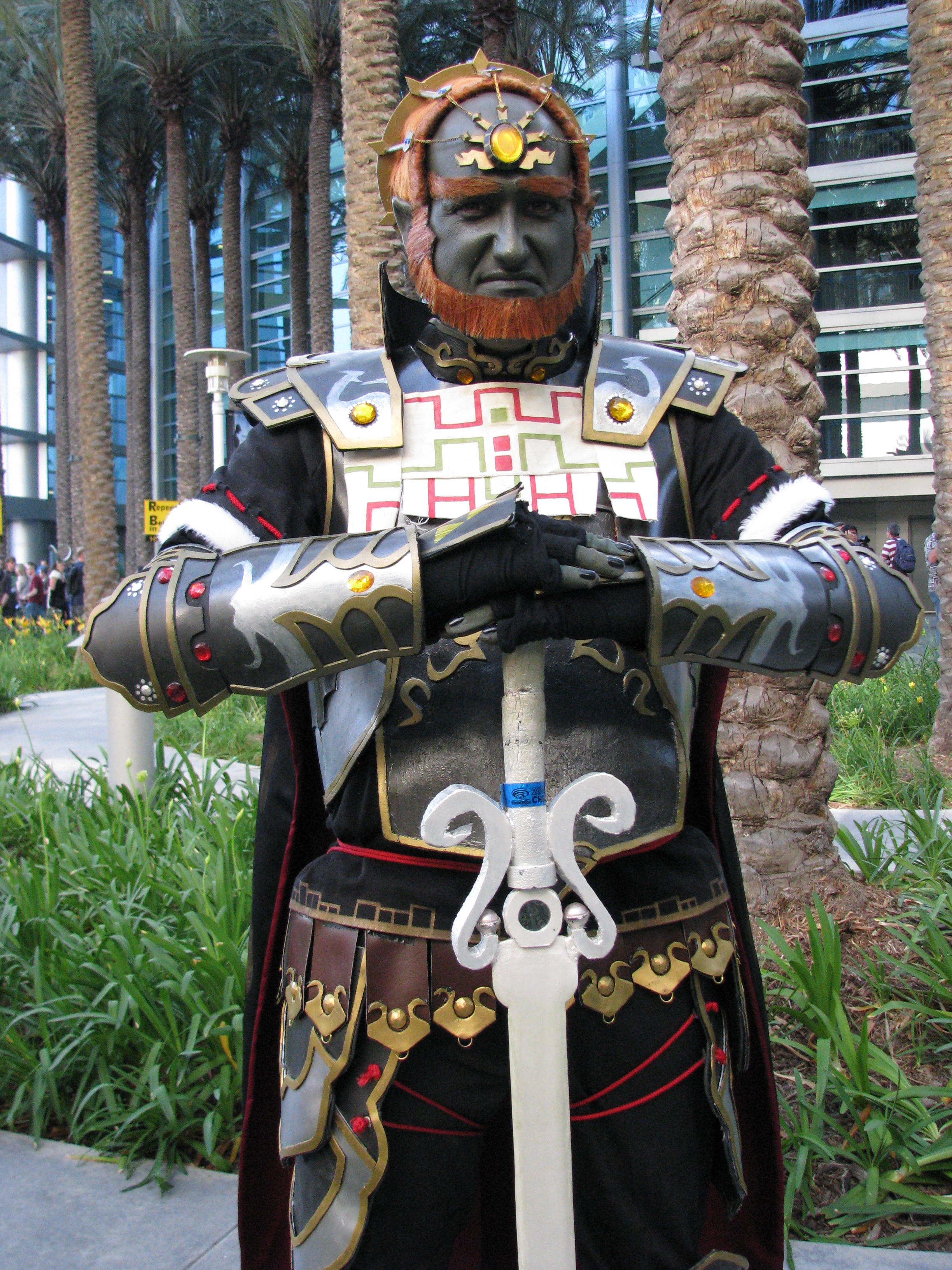
En person utklädd till Ganon.

Ganon är den bestialiska formen av Ganondorf i TV-spelsserien The Legend of Zelda. Han är inte med i alla spelen, men i den större delen av dem. I The Legend of Zelda till NES stavas hans namn Gannon. Hans mänskliga skepnad heter Ganondorf Dragmire (ガノンドロフ Ganondorofu?), eller ibland Great King of Evil, The King of Thieves eller Dark Lord, och har hittills framträtt i The Legend of Zelda: Ocarina of Time, The Legend of Zelda: The Wind Waker, The Legend of Zelda: Twilight Princess, The Legend of Zelda: Breath of the Wild och The Legend of Zelda: Tears of the Kingdom. Förutom i Zelda-spelen, så har han även deltagit som en av de hemliga karaktärerna i Nintendos storsäljare Super Smash Bros. Melee och Super Smash Bros. Brawl.
Ganon ser för det mesta ut som ett demoniskt vildsvin, men han har även en mänsklig form. Då kallas han för Ganondorf och är kung av Gerudo-folket. I The Legend of Zelda: The Wind Waker uppträdde han i en helt ny form kallad Puppet Ganon, där han förvandlades till tre olika marionetter i form av enorma monster, vildsvin, spindel och orm. I The Legend of Zelda: Breath of the Wild hade inte Ganon en fysisk form till en början utan var enbart en ond dimlik entitet kallad Calamity Ganon.
Ganon är kung över det mörka och han brukar kidnappa prinsessan Zelda för att vinna hennes krafter genom Vishetens trekraft (Triforce of Wisdom). I det första Zelda-spelet splittrade prinsessan sin kraft i åtta delar för att Ganon inte skulle kunna få tag på den och Link var tvungen att samla ihop dem för att rädda Zelda och hindra Ganon från att lägga beslag på hennes krafter. Trekraftsdelarna vaktades av Ganons underhuggare. Ganon har många underhuggare och som Ganondorf kan bara två vapen skada honom; silverpilar och Master Sword. Som Ganon har han andra svaga punkter och man måste besegra honom med olika vapen i olika spel.